# Tamara Grbavac
Tamara Grbavac (Ljubuški, 3. lipnja 1988.), hrvatska slikarica iz Bosne i Hercegovine.

## Životopis
Rođen 1988. godine u Ljubuškom. 2006. godine završila je Opću gimnaziju u Ljubuškom. Upisala je Akademiju likovnih umjetnosti na Širokom Brijegu. Magistrirala je slikarstvo u klasi prof. Ante Kajinića 2011. godine. Pridružena je članica ULUBiH-a i ULUFBiH-a. Devet je puta samostalno izlagala te 47 puta na skupnim izložbama. Sudionica 36 likovnih kolonija, u Hrvatskoj, BiH i Sloveniji. Autorica je likovnih rješenja za dvije poštanske markice HP Mostar. 2012. godine dobila je nagradu Privatno i javno.